# Мистецтво
Мисте́цтво — галузь людської культури, в якій за допомогою знаків через конкретні о́брази світу виражаються його узагальнені сенси. Зазвичай поділяється на літературу, образотворче мистецтво, декоративно-ужиткове, сценічне, музику та архітектуру.
Мистецтво охоплює різноманітний спектр людської діяльності та її результати, що включає творчий або уявний талант, який виражає технічну майстерність, красу, емоційну силу або концептуальні ідеї.
В широкому сенсі мистецтвом називають досконале уміння в якійсь справі, галузі; майстерність.

## Етимологія

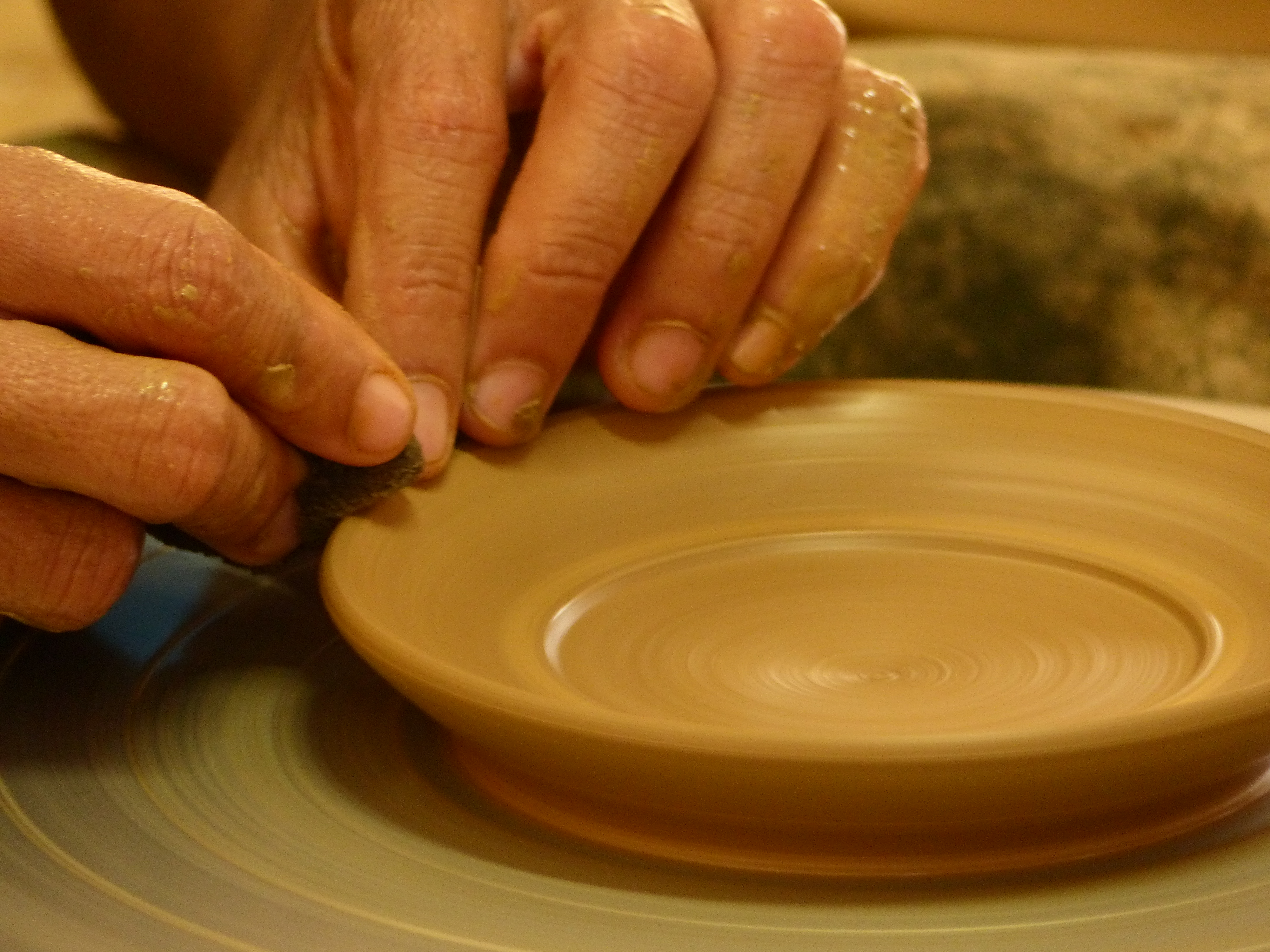
У багатьох мовах мистецтво пов'язується з «умілець», «вміння»

Укр. слово мистецтво (як і біл. мастацтва) вважається запозиченням зі ст.-пол. misterstwo (від mistrz), що походить од нім. meister (майстер), котре виводиться з лат. magister (навчитель, начальник), утвореного шляхом поєднання слів magis («великий») та histor («знавець», «умілець», згодом — «актор»). Створення слова приписують редакторам часопису «Основа», або Олені Пчілці.
У багатьох слов'янських мовах термін пов'язаний зі словами «умілець», «вміння», зокрема чеськ. umění та серб. um(j)etnost. Рос. искусство походить від запозиченого за часів християнізації ст.-болг. искоусъ («випробування», «спокуса») і є історичним свідченням настороженого ставлення православної церкви до художньої творчості. У західноєвропейських мовах використовуються переважно слова латинського походження — фр. та англ. art або ісп. та іт. arte. Відповідником лат. ars в грецькій мові є слово τέχνη, яке спершу означало узагальнено мистецтва, науку, вміння або ремесла. Цей корінь запозичено багатьма мовами, зокрема й українською для таких слів, як техніка.

## Визначення

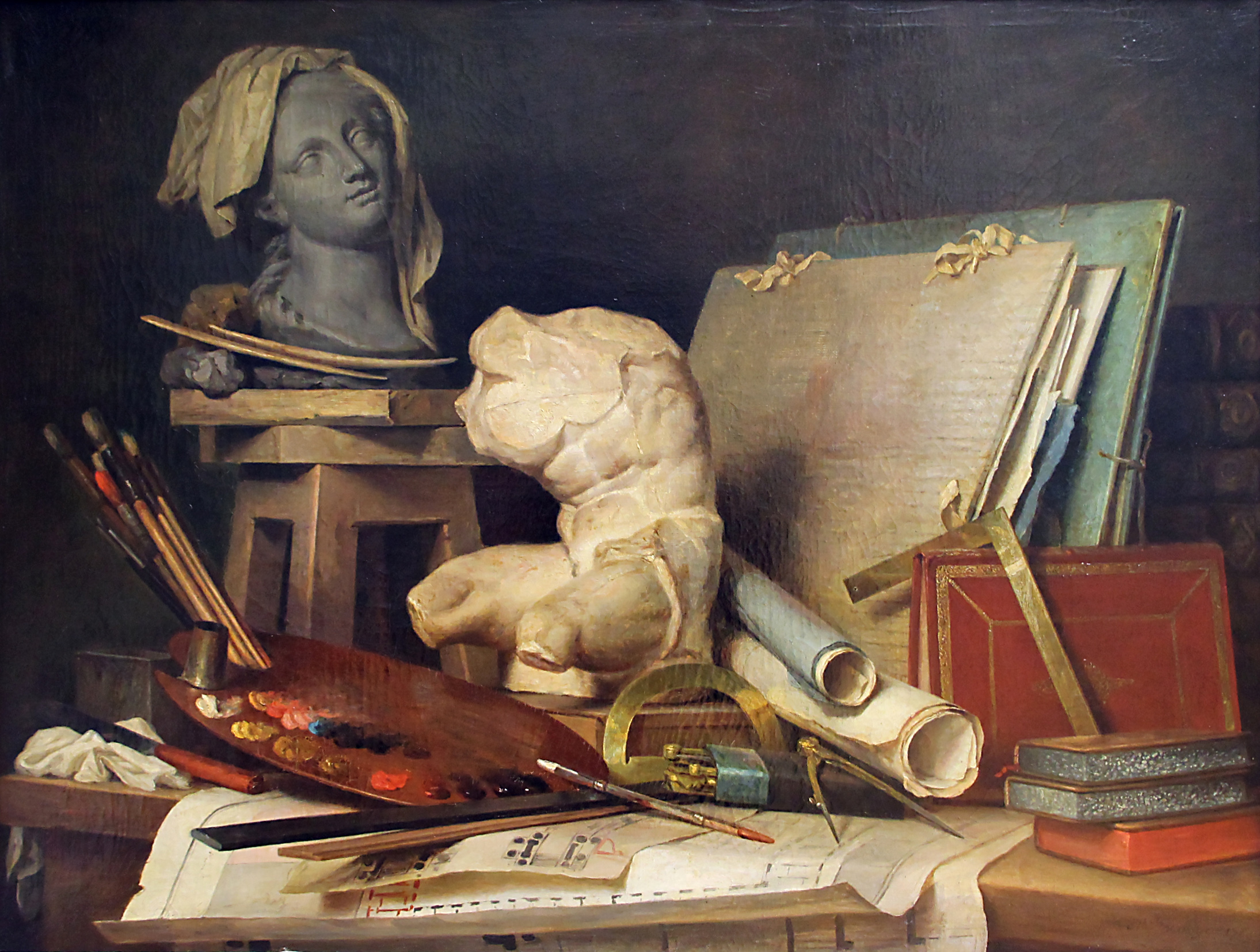
«Атрибути живопису, скульптури й архітектури», Ен Вале-Костер, 1769 р., Лувр

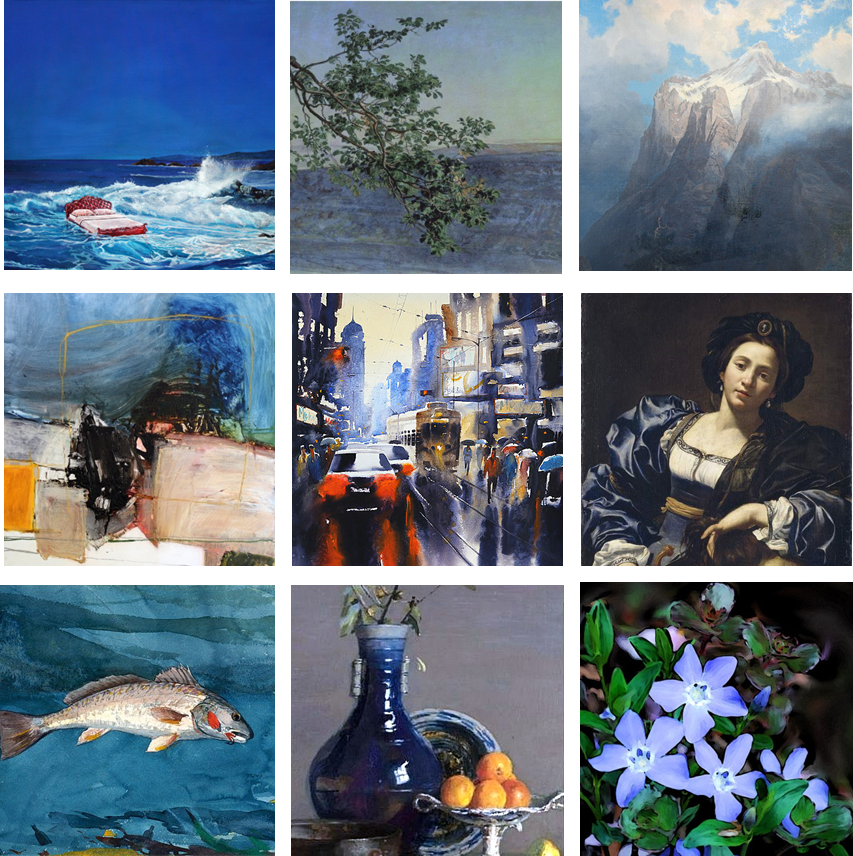
Різноманітність мистецьких зображень

У найзагальнішому значенні мистецтвом називають майстерність, застосування та результат якої приносять естетичне задоволення. Енциклопедія Британіка дає таке визначення: «Спосіб експресії, що використовує майстерність чи уяву для створення естетичних об'єктів, ситуації або дій, якими можна поділитись з іншими людьми».Таким чином, головним критерієм визнання діяльності чи її результатів мистецтвом є здатність викликати відгук в інших людей.
Два головних підходи до визначень мистецтва: договірний і естетичний. За договірним, ставлення до дечого як мистецтва зумовлюється суспільним договором, традицією, але не якими-небудь незмінними властивостями людини чи довкілля. Тільки спираючись на попередні закріплені в суспільній свідомості уявлення чи думку авторитетів можна стверджувати що є естетичне, а що ні, а отже і що є мистецтвом. Натомість естетичний підхід ґрунтується на ідеї, що естетичним, а отже і мистецьким, є все те, в чому форма відповідає змісту чи певним універсальним, незалежним від людини законам. Традиція чи думка авторитетів не задають рамок естетичного, а лише вказують до яких областей культури поняття естетичного може застосовуватись.

## Теорії мистецтва
Теорії мистецтва надзвичайно різноманітні. За словами Теодора Адорно: «У наш час вважається загальновизнаним, що з усього, що так чи інакше стосується мистецтва, ніщо більше не може вважатися загальновизнаним».
Філософське осмислення мистецтва розпочинається принаймні з античності. Платон розумів його як наслідування (мімезис) дійсності, і тому вважав, що будь-яке зображення поступається зображуваному. Твори мистецтва більш чи менш точно повторюють форму, але не зміст, який осягається не чуттями, а розумом. Арістотель дотримувався схожої думки, проте вбачав у мімезисі здатність до пізнання. На його погляд, естетичним є те, що виражається мірою, числом, пропорціями. Тому інтелектуальна діяльність завжди залучається до художньої; в мистецтві відбувається впізнавання вищої досконалості, що приносить радість.
За Іммануїлом Кантом, мистецтво — це вид репрезентації, спрямованої на саму себе, що спонукає культивувати розумові сили та дружнє спілкування. При цьому мистецтво є продуктом творчості генія і можливе тільки через нього. Геній визначається Кантом як вроджена здатність душі, за допомогою якої природа дає мистецтву правила. Закон, за яким творить геній, не обумовлений правилами розуму, він є природною необхідністю внутрішнього характеру.
В об'єктивному ідеалізмі мистецтво інтерпретувалось як діяльність, спроможна представити істинну сутність речей, а саме – їхній зв’язок з абсолютним (божественним). Мистецький витвір розглядався як приклад символу – фігури, що являє собою єдність загального і окремого, нескінченного і скінченного, ідеального і реального. Так, за  Фрідріхом Шеллінґом, мистецтво відтворює не об’єкти природи, а їх довершені першообрази, які існують в абсолютному. Витвір мистецтва визначався ним як дійсна річ, через яку в ідеальному світі абсолютне стає реально-об’єктивованим і доступним для реального споглядання. Так само як Кант, Шеллінґ пов’язував здатність створювати мистецькі витвори з постаттю генія, і так само виділяв два прояви мистецтва – піднесене і прекрасне. Фрідріх Гегель розумів мистецтво як чуттєве вираження абсолютної істини. На противагу Платону, Гегель вважав, що художня краса перевершує природну, позаяк створюється для вираження вищої істини, прихованої за чуттєвим досвідом.
Позитивістська філософія XIX ст. і гегельянська естетика затвердили уявлення про мистецтво як віддзеркалення дійсності, натомість романтичні уявлення поширили погляд на мистецтво як протилежність дійсності. Представлений в об’єктивному ідеалізмі погляд на витвір мистецтва як на символ надалі був успадкований некласичною філософією.
Ганс-Ґеорг Ґадамер розглядав мистецький витвір як символ, для якого притаманне нерозрізнення того, що він позначає, і того, як він це позначає. Символ при цьому розумівся як фрагмент буття, здатний вказувати на деяку цілісність і водночас актуалізувати її. Завдяки своїй символічній природі, мистецтво, за Ґадамером, є спробою доторкнутись до можливого цілісного світу. Хосе Ортега-і-Гассет стверджував, що «ремесло художника саме в тому і полягає, щоб, узявши крихітний шматочок реальності: який-небудь пейзаж, якусь фігуру, якісь звуки, якісь слова — примусити їх виражати увесь інший світ». За словами Юрія Лотмана, мистецтво створює додатковий шар реальності, в якому надає людині більше свободи. Воно дозволяє експериментувати, зображати не лише дещо складно реалізоване чи заборонене, а й іще неіснуюче чи неможливе. Область мистецтва через свою знаково-символічну природу завжди включає почуття відстороненості, а це неминуче вводить механізм етичної оцінки.
Теорія мистецтва Об’єднання — розділ Філософії Об’єднання, який пропонується як альтернативна парадигма, покликана подолати вульгаризацію сучасного мистецтва та матеріалістичні концепції (зокрема соцреалізм) і сприяти формуванню «культури Об’єднання». Мистецтво тлумачиться як "емоційна" діяльність, спрямована на створення та оцінювання краси. Мета мистецтва — радість. Творча діяльність бере свій початок із загальної мети, тобто з бажання принести радість іншим, а оцінювальна діяльність — з індивідуальної мети, тобто з бажання отримати радість для себе. Художній акт подається двоступеневим: спершу формування задуму-логосу, а далі — матеріальне втілення, що відображає Божий творчий процес. Концепція підкреслює єдність взаємодоповнювальних пар (творчість ↔ оцінка, зміст ↔ форма, універсальність ↔ індивідуальність, вічне ↔ тимчасове) й розглядає їх роз’єднання як джерело спотворення художньої практики. Отже, митець і поціновувач постають як партнери у взаємодії, що інтегрує естетичну, етичну та духовну цінність, а сам твір слугує засобом гармонізації загальної й особистої мети та наближення до божественної радості.

## Характеристики мистецтва

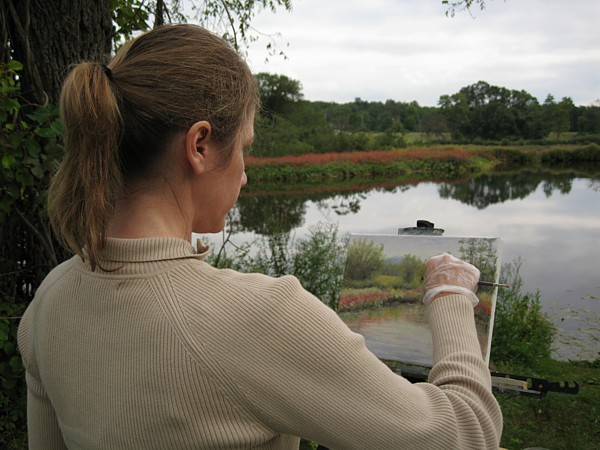
Художниця малює картину з натури

Визначення й оцінка мистецтва як явища була і залишається предметом дискусій. Впродовж своєї довгої історії поняття мистецтва з дуже широкого, але точно окресленого значення звузило свій обсяг, однак і його межі розмилися.
Визначальною характеристикою мистецтво є те, що воно послуговується знаками речей, істот, явищ конкретної дійсності, поєднаними з певними узагальненими сенсами. Такі знаки називаються художніми образами. Кожен художній образ поєднує той чи той фрагмент дійсності з універсальними значеннями. Таким чином, мистецтво ніколи не копіює дійсність цілком, а лише більшою чи меншою мірою наслідує її, натомість додаючи суто людських характеристик тому, що зображає. 
Через мистецтво відбувається комунікація крізь час і простір, відтворення світогляду різних культур і епох. Твори мистецтва можуть не лише не втрачати своєї художньої цінності з роками, а й навпаки, набувати ще більшої, позаяк наповнені символами, здатними набувати нових значень. У зв'язку з цим Михайло Бахтін писав, що художні твори «живуть у віках, тобто, протягом значного часу, і часто (а визначні твори — завжди) інтенсивнішим і повнішим життям, ніж у своїй сучасності». Мистецтво в усіх своїх формах так чи інакше створюється людиною для людини, а художньо-творча діяльність конкретної особи має підґрунтя в історико-культурному досвіді людства.
Деякі дослідники зближують мистецтво з діяльністю тварин, таких як бджоли, терміти чи птахи, що створюють геометрично правильні об'єкти на кшталт стільників, гнізд, або видають гарний для людини спів, наслідують звуки, рухи. Однак, така діяльність зумовлена інстинктом, тоді як мистецтво створюється як вияв свободи. Тож мистецтво притаманне суто людині.

## Історія мистецтва

### Зародження мистецтв

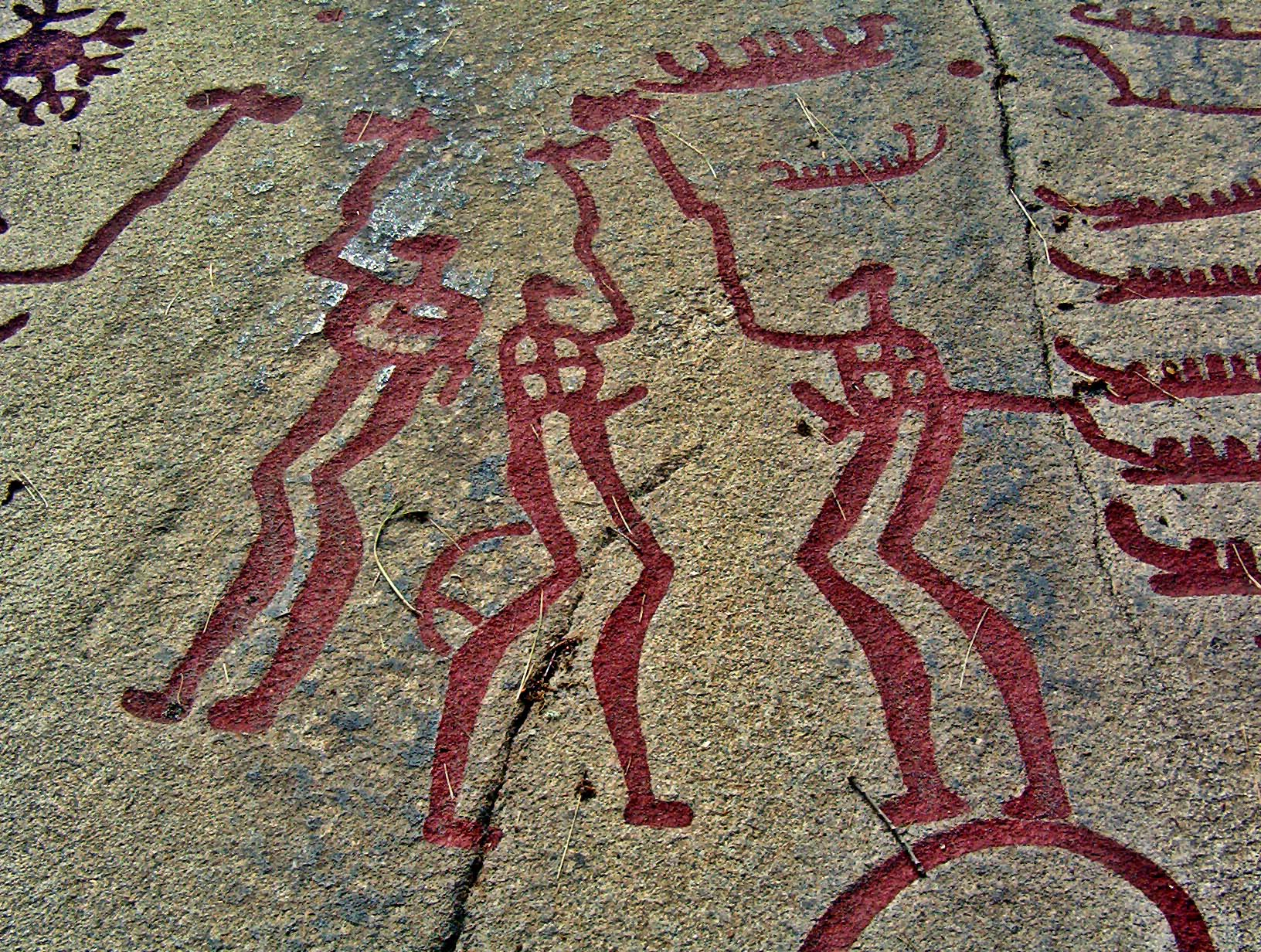
Ритуальний танок. Наскельний малюнок епохи бронзи, Швеція

Перші зразки мистецтва відомі з доби пізнього палеоліту. Найдавніший знайдений твір мистецтва — це знайдені на південному узбережжі ПАР дві палички, покриті перехресними лініями, заповненими вохрою, створені 77 тис. років тому. Первісне мистецтво збереглося в формі наскельних малюнків, різьблення на кістці та камені. Найдавніші наскельні малюнки датуються 40 тис. років до н. е. Окрему категорію первісного мистецтва складають геогліфи — зображення, виконані на землі, найбільші з яких займають площу понад 500 м2. В деяких культурах натільні малюнки, татуювання, кераміка були основними формами образотворчого мистецтва.

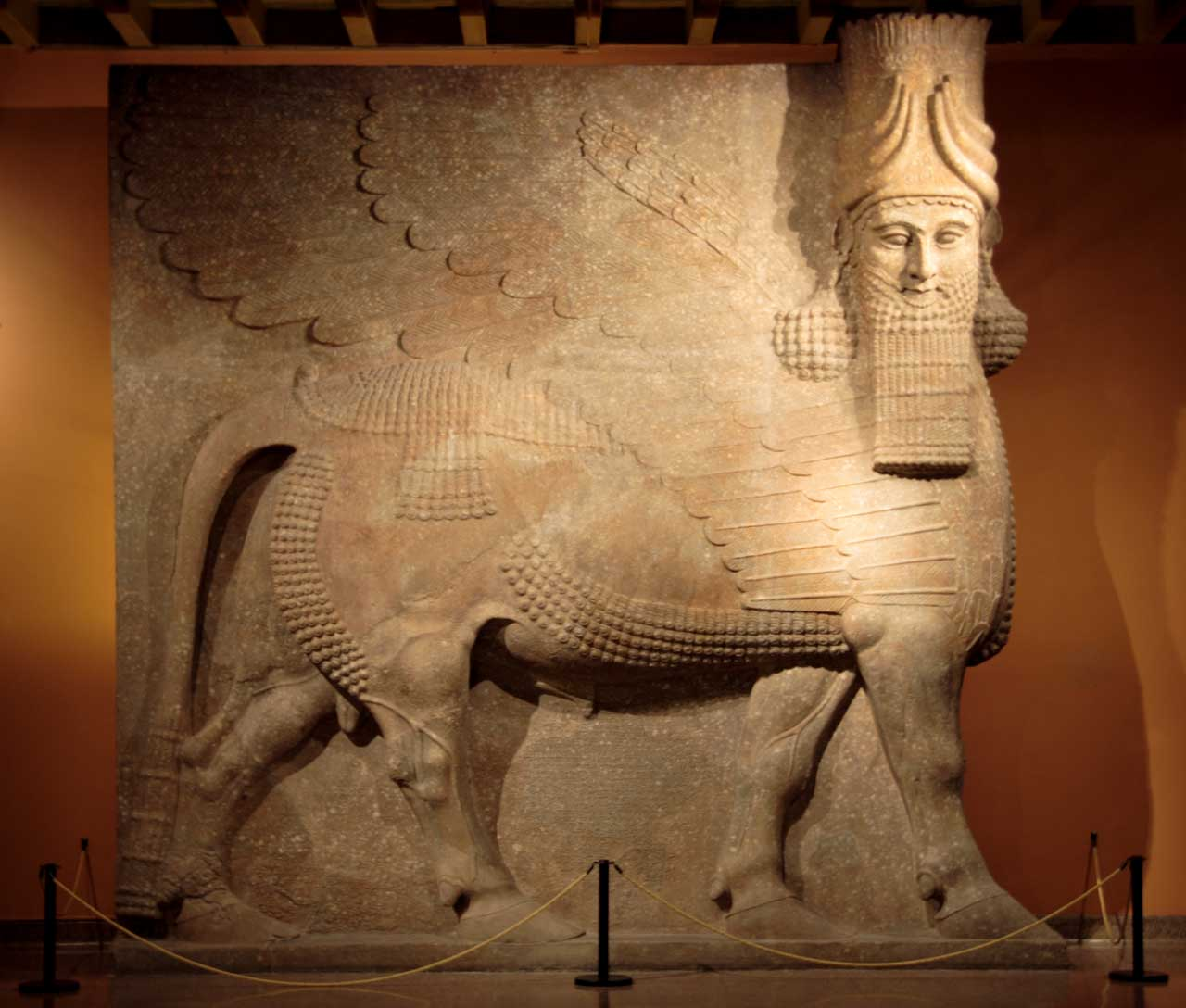
Месопотамська скульптура, бл. 721—705 до н. е.

Про музичне мистецтво й танець первісних людей можна скласти уявлення за культурою народів, які вже в історичний час вели подібний спосіб життя — наприклад, аборигени Австралії. Завдяки особливостям свого впливу на людину (чуттєва безпосередність, емоційна насиченість, ідейна спрямованість) мистецтво стало однією з найважливіших складових частин духовної культури суспільства. Деякі первісні зображення доволі натуралістичні, такі як зображення тварин. В первісних суспільствах мистецтво виконує магічну функцію, слугує вираженням колективних вірувань і відіграє важливу роль у ритуалах єднання. Водночас культура первісних народів історичного часу засвідчує, що їм не чужа творчість задля самого естетичного задоволення.
Спів, імовірно, започаткував музичне мистецтво, спершу як засіб вираження сильних емоцій. Мистецтво слова, яке існувало спочатку в усній формі оповідей, міфів, епосу, з виникненням письма розвинулося в художню літературу. З виникненням держав з чіткою ієрархією мистецтво стає також формальною ознакою статусу та унормовує релігію. Окрім традиції, виникає канон, зокрема у зображеннях міфічних і релігійних постатей. Поняття індивідуального мистецького стилю чи інновації не існувало — принаймні не знайдено свідчень їх існування. Водночас стародавні твори бували витончені, майстерні та правдоподібні, такі як ассирійські батальні сцени чи єгипетські зображення птахів і звірів. Найдавніші реалістичні зображення людей належать єгипетській цивілізації — це скульптури, що зображають в людські подобі божеств і вельмож. Багато зразків стародавнього мистецтва відомо з поховань, куди для забезпечення потойбічного життя клалися зображення людей і все, що може їм знадобитися в посмертному існуванні.

### Античні часи

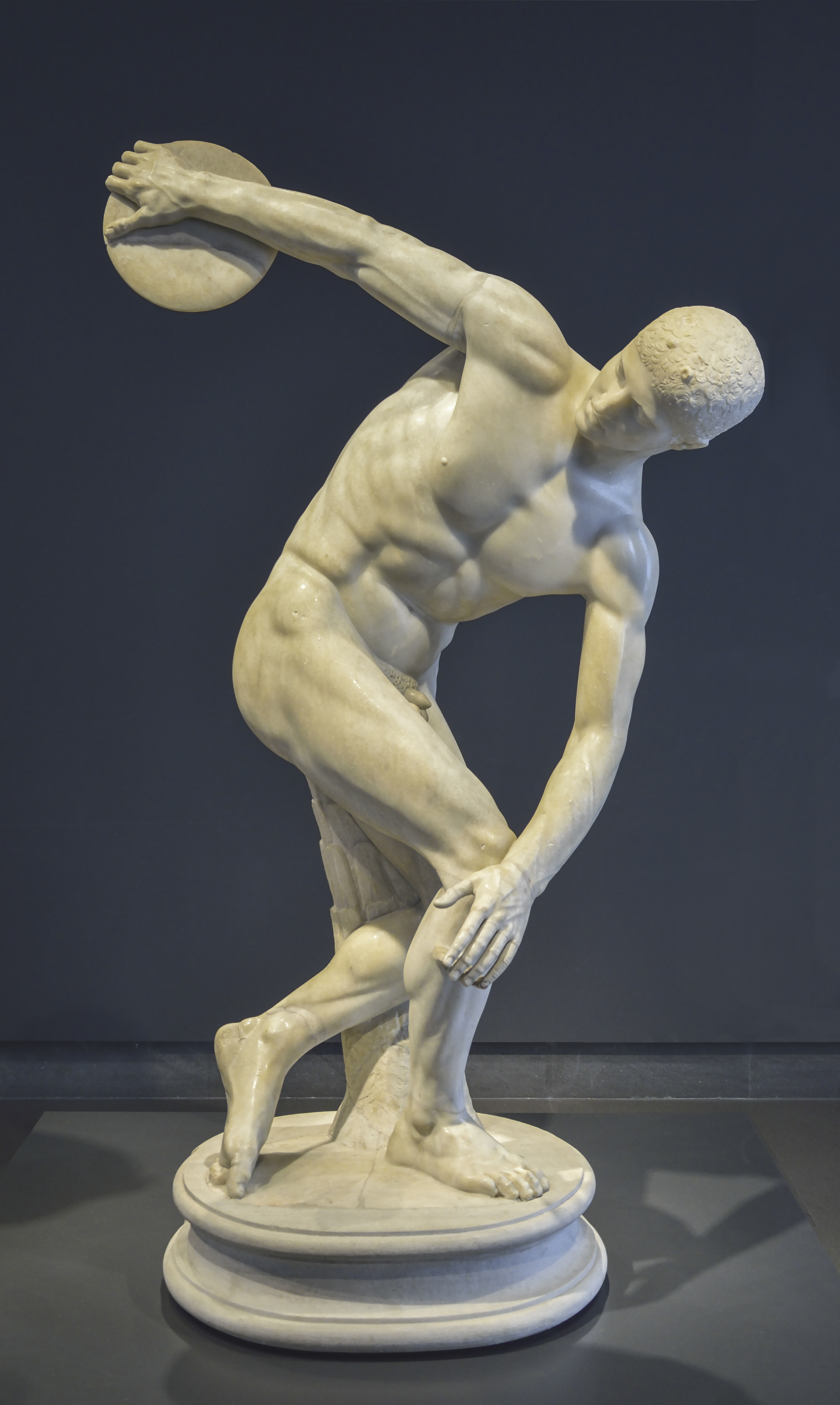
Скульптура дискобола, близько 140 н. е. Римська копія зі скульптори Мирона.

Індивідуалізм у мистецтві сформувався поміж торгівців і фермерів Середземномор'я — греків, фінікійців, етрусків та римлян. Якщо виконавці стародавніх творів здебільшого анонімні, за античності виник інтерес до них як публічних осіб. Зародився широкий клас споживачів мистецтва, котрі замовляли оздоблення житла, публічних споруд, портрети тощо.
В античні часи побутувало поняття техне (грец. τέχνη), що позначало всі цілеспрямовані заняття, котрі відбуваються за правилами. В техне людина не може проявляти індивідуальності. Сюди зараховувалося математика, різьбярство, куховарство, рільництво тощо. Тому греки вважали, що поезія й музика, де творчість не обмежена утилітарним призначенням, де людина може додавати щось непередбачене заздалегідь, близькі до божевілля і з'являються під натхненням муз, тож не відносили таку діяльність до техне. В філософії Стародавньої Греції виникло два основні погляди на мистецтво. Згідно з першим, мистецтво має справу з мімезисом (μίμησης) — імітацією вже наявного в природі. Тому творчість завжди поступається дійсності. За другим поглядом, у творах мистецтва виражаються надприродні досконалі ідеї. Проявляючись у чуттєвих образах, вони викликають почуття задоволення. Звідси походить теорія «правильного», гармонійного мистецтва, заснованого на математиці, що дозволяє якнайточніше виражати ідеї.
Римське мистецтво було більш декоративне та не виступало вираженим предметом філософських міркувань. Грецькому слову «техне» в ньому відповідало «арс» (ars). У римській культурі виділяли сім «вільних мистецтв» (artes liberales). Уперше цей термін зустрічається в Цицерона. До вільних мистецтв відносили граматику, риторику, діалектику (тривіум), а також арифметику, геометрію, астрономію і музику (квадривіум). Інші мистецтва називали загальними (artes vulgares), або, пізніше, механічними і вважали нижчими за вільні мистецтва. Давньогрецька скульптура та живопис склали фундамент академічного мистецтва Європи.

### Від середньовіччя до сучасності

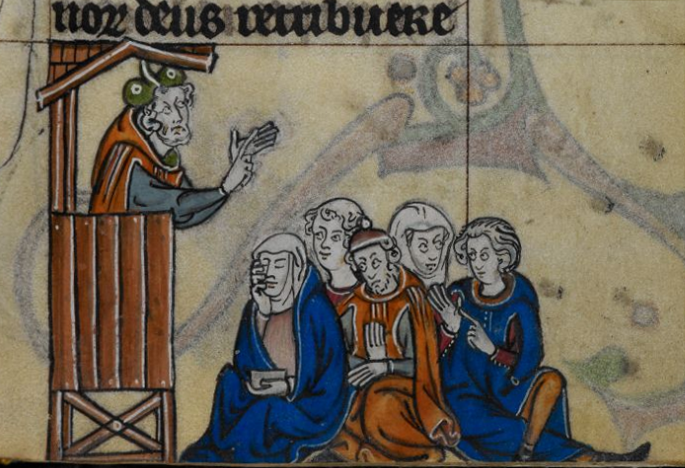
Ілюстрація з льєзької книги «Маастрихтські години», початок XIV ст.

Починаючи з IV ст. н. е., з римського мистецтва, видозміненого християнською релігією, розвинулося візантійське мистецтво, зокрема іконопис. Візантійське мистецтво і готика західного середньовіччя були зосереджені на релігійних сюжетах, у лоні церкви розвивалися духовні жанри. На ґрунті мистецтва Персії, римською й візантійського стилів зросло ісламське мистецтво, що поширилося в Індію, Туркестан і частково Китай. За середньовіччя активно розвивалося буддійське мистецтво в міру поширення буддизму в Китаї, Японії та Кореї. Оскільки релігія в кожній з країн еволюціонувала по-своєму, вона породила нові форми, такі як різьбярство та монументальна скульптура. Особлива ситуація склалася в Японії, де з IX ст., коли країна зазнала впливу Китаю, основну роль стали відігравати світські живописні мистецтва.
Протягом XII—XIII ст. у Західній Європі торгівля та обробка орних земель стали фінансувати релігійні споруди. Торговельні міста на кшталт Флоренції, Брюґґе й Венеції стали центрами розвитку мистецтв. Релігійні теми стали потіснятися темами з класичної міфології, що втілювалися в олійному живописі, скульптурі. Окрему нішу зайняли предмети розкоші на кшталт одягу й меблів.

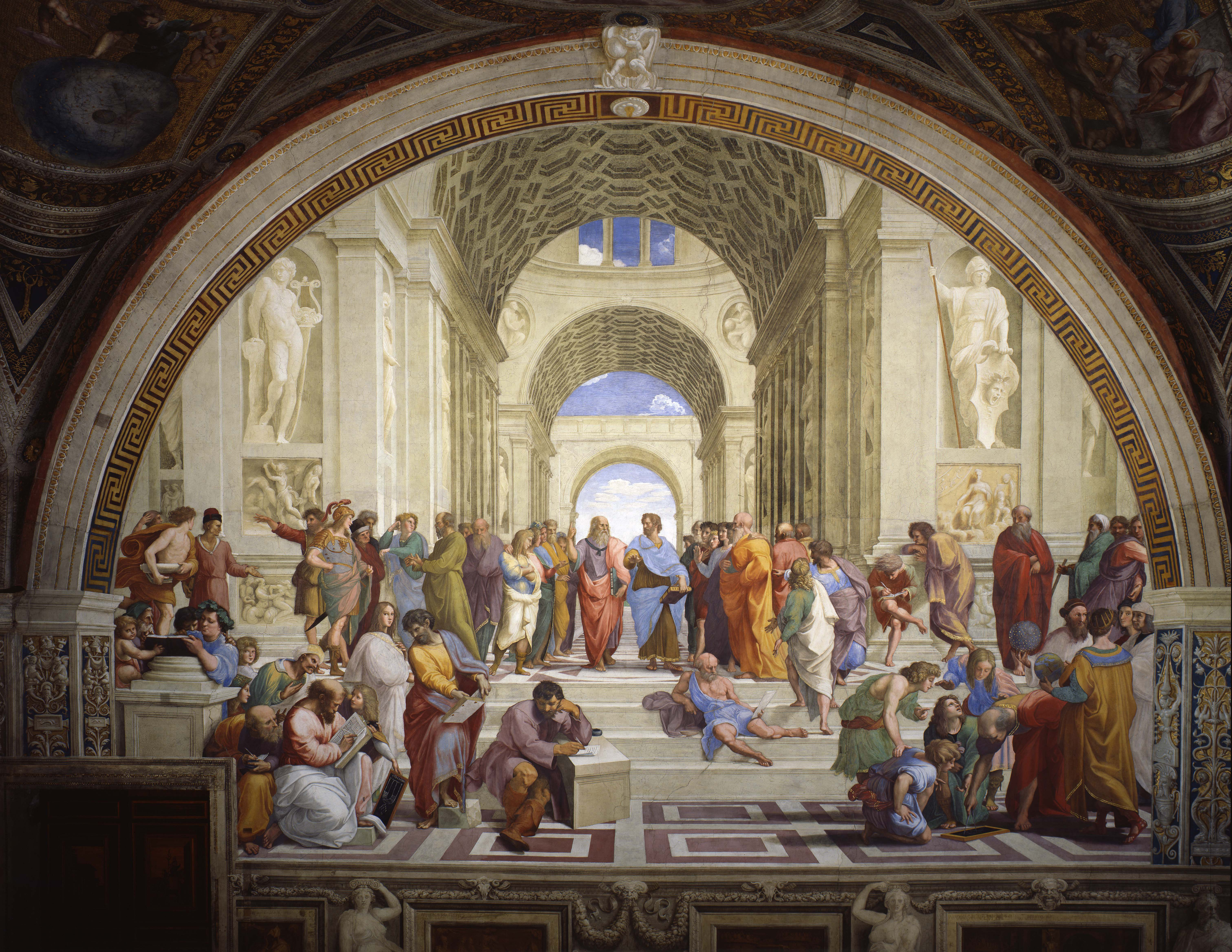
Фрагмент фрески «Афінська школа» Рафаеля, 1511 р.

Зростання міст дало поштовх розвитку механічного відтворення зображень. Подібні процеси як у зміні укладу життя, так і мистецтві, відбувалися в Південній Німеччині, Китаї та Японії, поширюючись навколо. В Європі за доби Відродження виникла нова статусність митця як знаменитості. Меценати наймали митців для виконання своїх замовлень і змагалися за право підтримувати найкращих. В епоху Відродження відбувалась поступова секуляризація мистецтва. Разом з тим митці прагнули до відділення свого статусу від ремісничого і наближення до наукового. До рангу науки відносили скульптуру, архітектуру і живопис, митці епохи прагнули надати своїм творінням математичної досконалості. У XVIII столітті французький естетик Шарль Батьо об'єднав ці види мистецтв терміном «Витончені мистецтва» (фр. les beaux arts, нім. feine Künste або schöne Künste), що протиставлялися «механічним» мистецтвам — ремеслам.

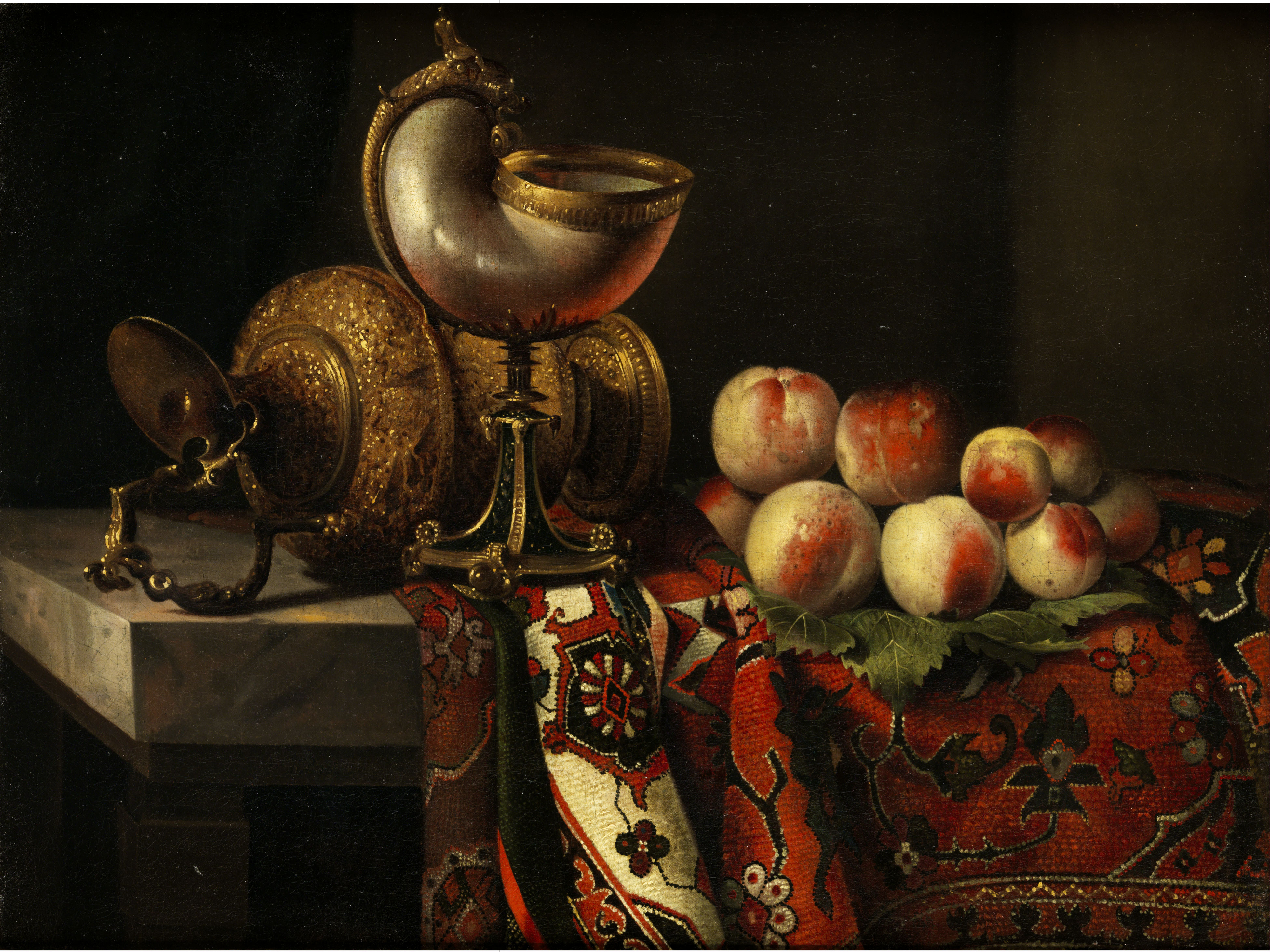
Натюрморт Пітера Буля, між 1650 та 1674 рр.

Розмаїття стилів за доби Відродження та Реформації відбивало різноманітність європейської культури й суспільства. Розвиток техніки та становлення буржуазії спричинили мистецьку реакцію романтизму, за якої мистецтво стало розглядатися як протилежність механістичній цивілізації, шлях до подолання її деструктивних процесів або спосіб втекти від суперечливої реальності. Оскільки тепер художники перебували у фінансовій залежності від продажів робіт на ринку, галеристи й критики стали основними фігурами, що доносили мистецтво до народних мас і визначали його цінність. Початок глобалізації, поки що здебільшого в формі імперіалізму, приніс на Захід екзотичні впливи зі Сходу та Африки. Виник інтерес до мистецтва інших культур, «примітивного» мистецтва. Доволі поширеним стало мандрівництво митців, зокрема живопис на природі, чому посприяв розвиток транспорту й фарб у тюбиках.

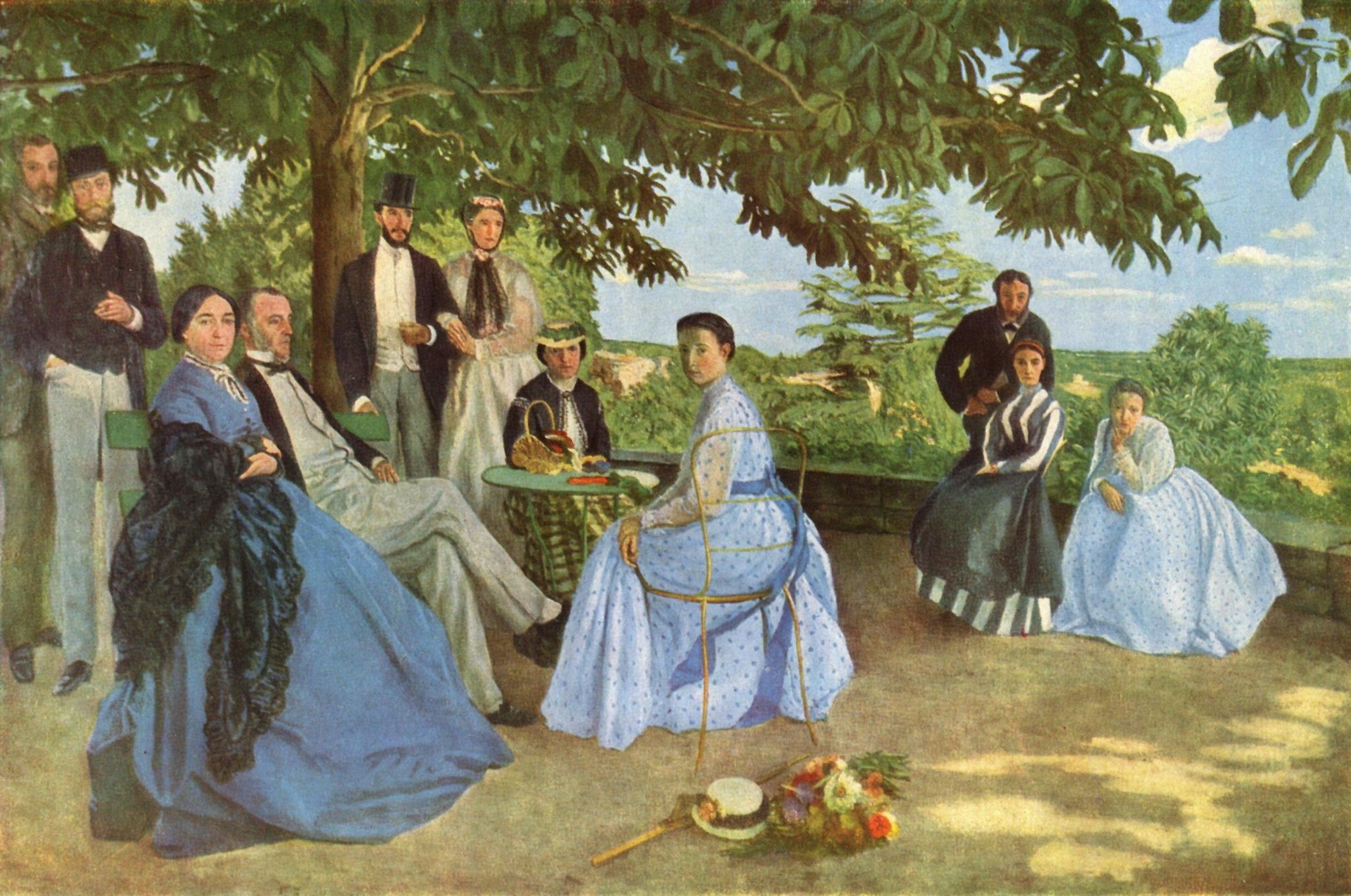
«Возз'єднання родини» Жана Фредеріка Базиля, 1868 р.

У XIX столітті мистецтво остаточно відділилося від ремесел і пов'язувалося з поняттями творчості, оригінальності, індивідуалізму і новаторства. Матерією мистецтва стають твори мистецтва, а їх автори (згідно з ідеальною моделлю) розглядаються як творці, рухомі внутрішнім потягом до творчості, або потребою вираження почуттів, розв'язання особистих чи загальнолюдських проблем, що не дозволяють обмежити мистецтво лише функцією принесення естетичних вражень.
Поява модернізму наприкінці XIX століття призвела до радикального перелому в поглядах на роль мистецтва. Виниклі у західній культурі авангардні напрямки мистецтва поставили під сумнів категорію прекрасного, вона перестала бути не тільки визначальною, але навіть і необхідною для мистецтва. На противагу їй комуністична ідеологія, не відмовляючись від категорії прекрасного, висунула на чільне місце принцип партійності мистецтва, що пов'язував мистецтво з революційною боротьбою робітничого класу і вимагав від митця «правдивого історично-конкретного зображення дійсності в її революційному розвитку».

### Сучасне мистецтво

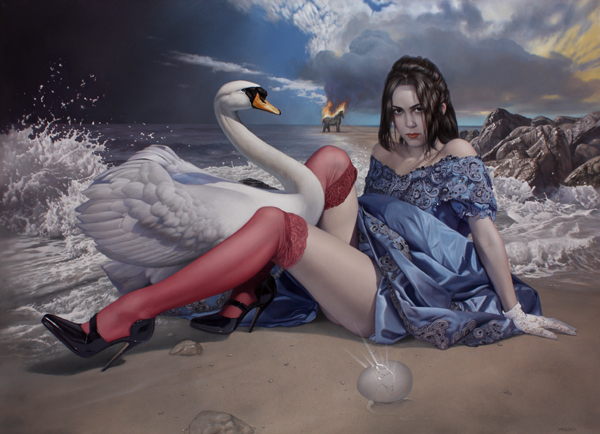
«Леда та лебідь» Міхаеля Машки, 2015 р.

«Сучасним» мистецтвом («contemporary art») вважається те, що виникло та розвивається в епоху постмодерну — від 1960-70-х років і пізніше. В цю епоху мистецтво нерідко розглядають як відкрите поняття, що вільним чином об'єднує предмети, які не мають виразних спільних рис, а лише мають щось, назване Людвигом Вітгенштейном «родовою подібністю», що не можна окреслити вичерпними критеріями. Визначальними для творів мистецтва при цьому можуть вважатися або мета, з якою вони були створені, (за висловом Дональда Юдда — мистецтвом є те, що вважає себе мистецтвом) або визнання того чи іншого твору мистецькими колами (англ. artworld).
Сучасному мистецтву притаманне заперечення існування загальних правил, натомість підноситься різноманітність поглядів, творчих методів. Жанри та стилі можуть різноманітно поєднуватись, а твори часто інтертекстуальні, так чи інакше посилаються одні на одних. Репрезентація речей і явищ має більше значення, ніж самі ці речі та явища. Їхні зображення чи те, яким чином зображення виконано, важливіше за те, що зображається. Мистецтво другої половини XX—XXI століття переважно відмовляється від закладення автором чіткого сенсу, натомість пропонує знаходити його глядачам. Участь глядачів у дотворенні твору — характерна риса сучасного мистецтва. Створення та сприйняття сучасного мистецтва має вагомі ігрові елементи, часто іронічні художні образи. «Високе» та «низьке» мистецтво за постмодерну змішуються. Мистецтво дедалі більше орієнтується на посередніх споживачів, оперуючи загальновідомими образами, формуючи поп-арт.

## Функції мистецтва

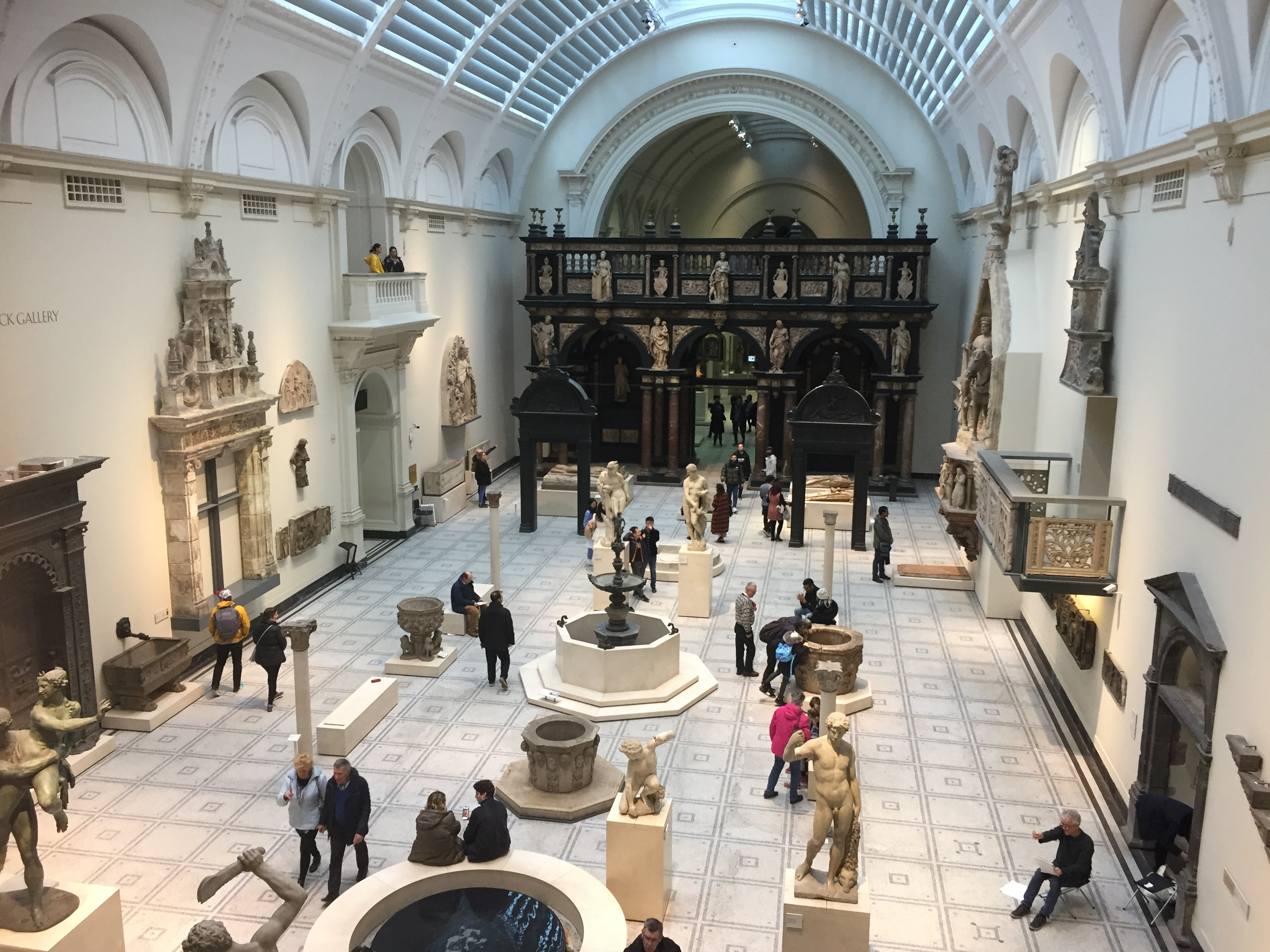
Відвідувачі споглядають твори мистецтва в Музей Вікторії та Альберта, 2018 р.

Проблема функцій належить до фундаментальних теоретичних питань естетики, її основу зумовлює історичний чинник, адже функції мистецтва виникають і складаються впродовж усього розвитку цивілізації у зв'язку з формуванням нових потреб і особливостей поведінки людини.
Питанням функцій мистецтва приділяв значну увагу ще у теоретичних розробках Арістотель, який виділяв наступні три функції — пізнавальну, виховну та емоційного впливу, остання трактувалася філософом у гедоністичному розумінні. Сучасна естетична наука виділяє значно більшу кількість функцій.
Суспільно-перетворююча та компенсаторна функція. Мистецтво залучає людей до цілеспрямованої творчої діяльності, в ході якої відбувається трансформація людиною фактів дійсності, матеріалу та самої людини. В мистецтві втілюються ідеали, відбувається рух у напрямку досягнення бажаного, компенсація певної неповноцінності життя людини.
Пізнавально-евристична функція. Мистецтво пізнає дійсність співвідносно з людиною, в усьому багатстві форм, що сприймаються людською чуттєвістю. Завдяки цьому мистецтво здатне відкривати нове у вже відомому. Мистецтво виступає засобом просвіти, передачі досвіду, фактів життя, а також засобом навчання, передачі навичок мислення, узагальнення системи поглядів.
Художньо-концептуальна функція. Мистецтво дозволяє побачити у художньому творі уявлення митця про світ у цілому. Через твір певна цілісна концепція подається у чуттєво сприйманих формах, де емоційно втілені уявлення про світ, людину та її місце у світі.
Функція передбачення. Мистецтво здатне прогнозувати майбутнє, діючи подібно до інтуїції. Зокрема, в фантастичній літературі часто передбачається поява тих чи інших технічних досягнень. Однак важливішими вважаються є соціальні передбачення, прогнози щодо майбутнього людини та суспільства. Особливий інтерес тут складають утопії та антиутопії, але потенціалом до передбачення володіє мистецтво в цілому.
Інформативна та комунікативна функція. Кожен твір мистецтва є знаковою системою, тож має свій код, розшифровка якого полягає в особливостях культури, що породила твір. Художнє спілкування являє собою обмін культурними змістами, що зумовлює залучення до певної культури, отже — не тільки знання своєї культури, але й знайомство з культурою інших народів та епох. Мистецтво здатне об'єднувати людей, особливо через катарсис — процес «очищення» за допомогою виникнення схожих почуттів. Мистецтво дозволяє пережити досвід інших людей, тим самим розширюючи історично обмежений досвід життя особистості.

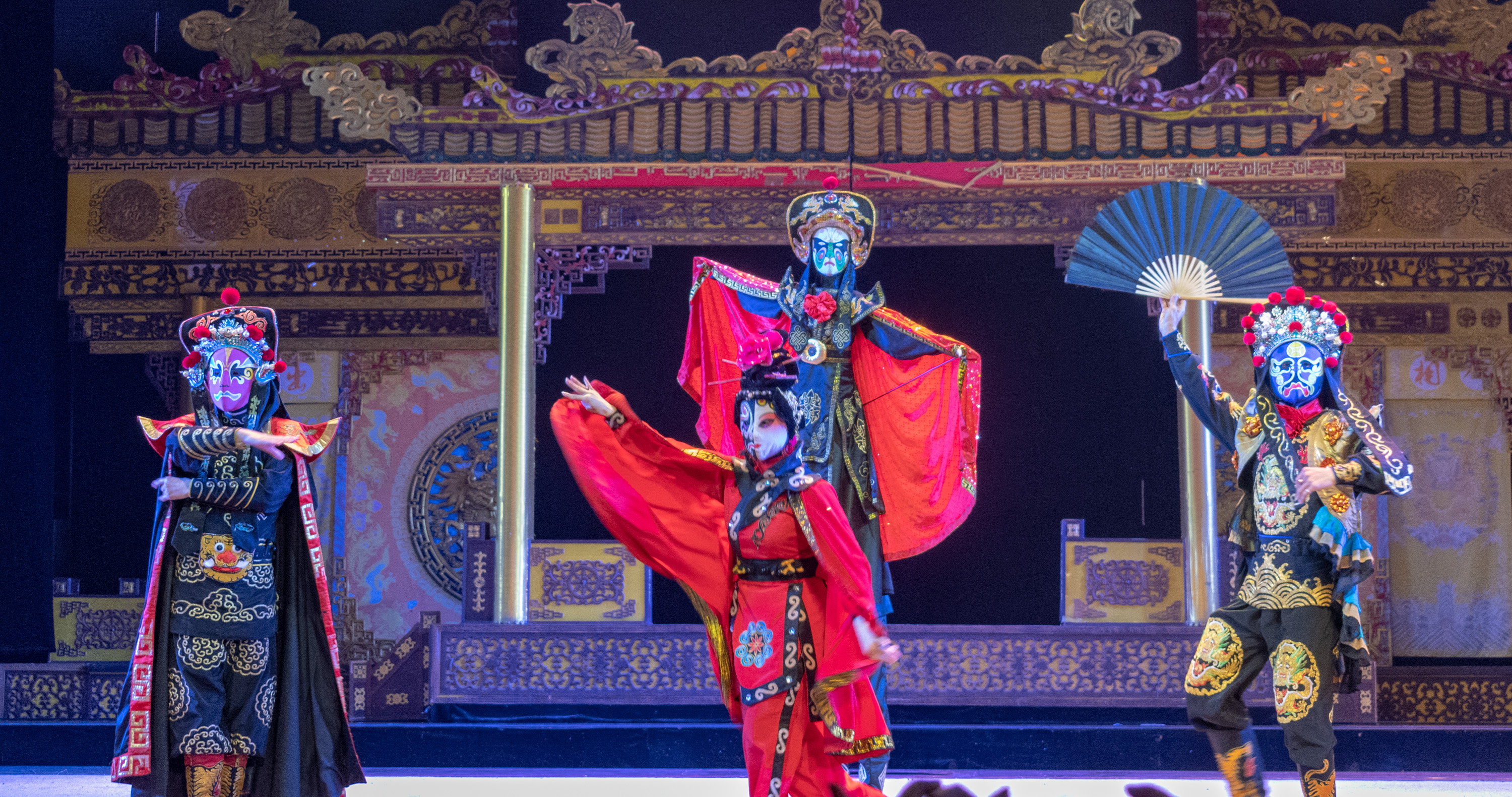
Вистава в китайській опері, 2018 р.

Сугестивна функція. Мистецтво здатне навіювати певний склад думок та почуттів, оскільки діє безпосередньо на почуття сприймачів, минаючи бар'єри раціонального мислення. З огляду на це воно є важливою складовою ідеології. Мистецтво здатне здійснювати як конструктивний, так і деструктивний вплив на особистість і суспільство.
Естетична функція. Мистецтво ціннісно орієнтує людину в світі, сприйняття творів мистецтва спонукає до подальшої творчості. Мистецтво пробуджує в людині творця.
Гедоністична функція. Мистецтво приносить задоволення, всі явища мистецтва співвідносні з естетичними цінностями. Джерелом естетичної насолоди є художня форма, яка перебуває в гармонійній єдності зі змістом. Залучення до творчості та ігровий аспект, присутній при сприйнятті художнього твору, здатні викликати почуття радості.

## Мистецтво та наука

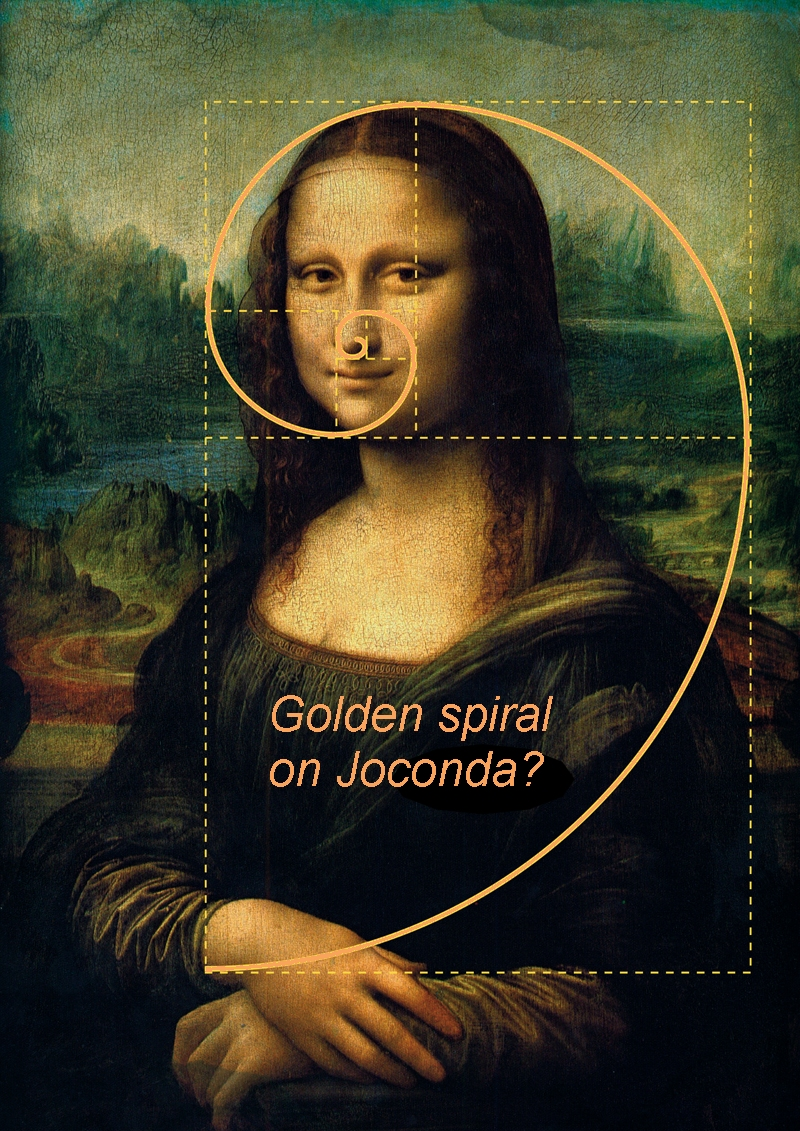
Золота спіраль на «Джоконді»

Мистецтво та окремі його аспекти є предметом наукового дослідження. Наука, що вивчає мистецтво загалом та пов'язані з ним явища — мистецтвознавство. Галузь філософії, що займається вивченням мистецтва — естетика. Феноменами, пов'язаними з мистецтвом, займаються й інші суспільні та гуманітарні науки, такі як культурологія, соціологія, психологія, поетика і семіотика.
Вперше до системного вивчення принципів мистецтва звернувся Арістотель (384—322 до н. е.) у своїй праці «Поетика». В інших працях Арістотель також поклав початок систематизації наукового знання і наукового методу. Водночас, стародавні греки широко розробляли окремі принципи створення досконалих мистецьких творів. Так, Поліктет у V ст. до н. е. описав «досконалі» пропорції скульптур. Переконання античних і ренесансних митців і філософів, що математика є основою фізичного світу, сприяли її застосуванню в мистецтві для зображення тривимірного простору на площині через певні пропорції, виражені в «золотій спіралі», симетрії тощо.
Найдавніші спроби систематично описати історію мистецтва містяться в «Природничій історії» (бл. 77-79 рр. н. е.) Плінія Старшого та стосувалися розвитку грецької скульптури й живопису. Подібно, в VI ст. в Китаї письменниками-каліграфами було укладено канон видатних художників. Також, художники давнини описані в «Шістьох принципах живопису», сформульованих Се Хе. Історія мистецтва як наука значною мірою спирається на «Життєписи найславетніших живописців, скульпторів та архітекторів» (1550) Джорджо Вазарі. Йоган Вінкельманн започаткував мистецьку критику книгами, що запровадили поняття мистецтвознавства: «Роздуми про наслідування грецьких творів у живописі та скульптурі» (1755) та «Історія мистецтва в античності» (1764). Генріх Вельфлін вважається засновником сучасної історії мистецтва з її поділом на стилістичні періоди та національну стилістику, зміною періодів «лінеарного» й «мальовничого» мистецтва, «відкриті» та «закриті» композиції.
Сучасні дослідження мистецтва відбуваються в тісному зв'язку з семіотикою — наукою про знаки. Ця наука, що з'явилася в кінці XIX століття, розглядає широкий спектр проблем з точки зору комунікації та знакових систем. Юрій Лотман (1922—1993), радянський культуролог і семіотик, у своїх роботах запропонував семіотичний підхід до культури і описав комунікаційну модель для вивчення художнього тексту. При такому підході мистецтво розглядається як комунікаційна система, що послуговується системою знаків — своєрідна мова.

## Категорії мистецтва

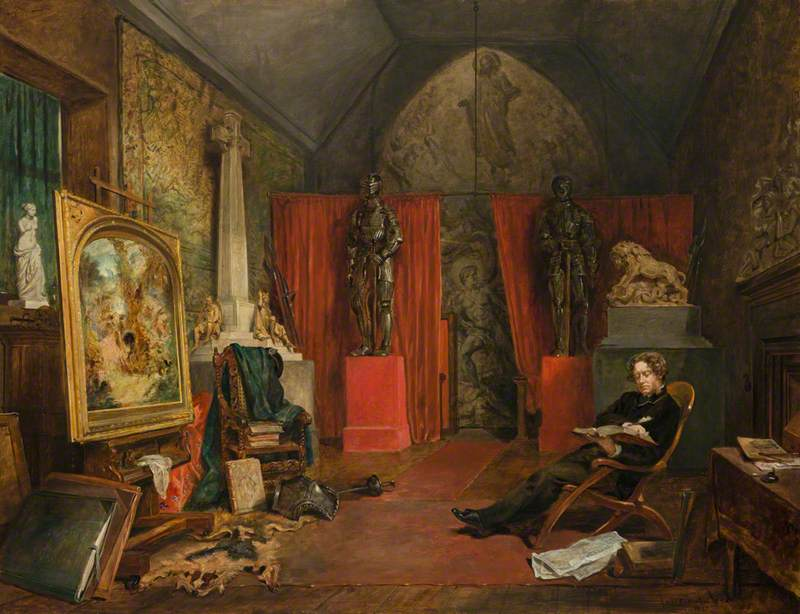
Твори образотворчого мистецтва, виконані різними засобами, на картині Джона Баллантайна, 1867 р.

Мистецтво має такі головні категорії: засоби (медіа, посередник), жанр, стиль, форма та зміст.
Засоби — це матеріали й інструменти, за допомогою яких автор твору виражає свій задум у доступній іншим людям формі. Так, живописна картина може мати посередниками між автором і глядачами фарбу, полотно та пензель. Художня книга — папір, фарбу та друкарський верстат. В інсталяції посередниками можуть слугувати підручні матеріали. У відеоарті — монітори, проєктори та комп'ютери тощо.
Жанр визначається як форма або тип комунікації між автором твору та його сприймачами, що має усталені, повторювані формальні та змістові ознаки. Критерії виділення жанру можуть бути стилістичними, естетичними, риторичними, комунікативними чи функціональними. З огляду на це той самий твір може належати до декількох жанрів одночасно і мати піджанри, визначені другорядними ознаками. Наприклад, у кіно є жанри: комедія, мелодрама, детектив, хроніка, історична драма та т. ін. В літературі це: епопея, роман, повість, новела — в епосі; ліричний вірш, ода, елегія, пісня, послання — у ліриці; трагедія, комедія, драма — у драматичній літературі. У скульптурі поділу на жанри майже не існує, його замінює цільове призначення твору, таке як пам'ятник, надгробок, рельєф. З часом жанри змінюються, поєднуються, виникають нові.
Стиль являє собою сукупність ознак, які характеризують мистецтво певного часу та напряму або індивідуальну манеру художника стосовно ідейного змісту й художньої форми. Наприклад, готичний стиль в архітектурі характеризується стрілчастими арками та склепіннями.

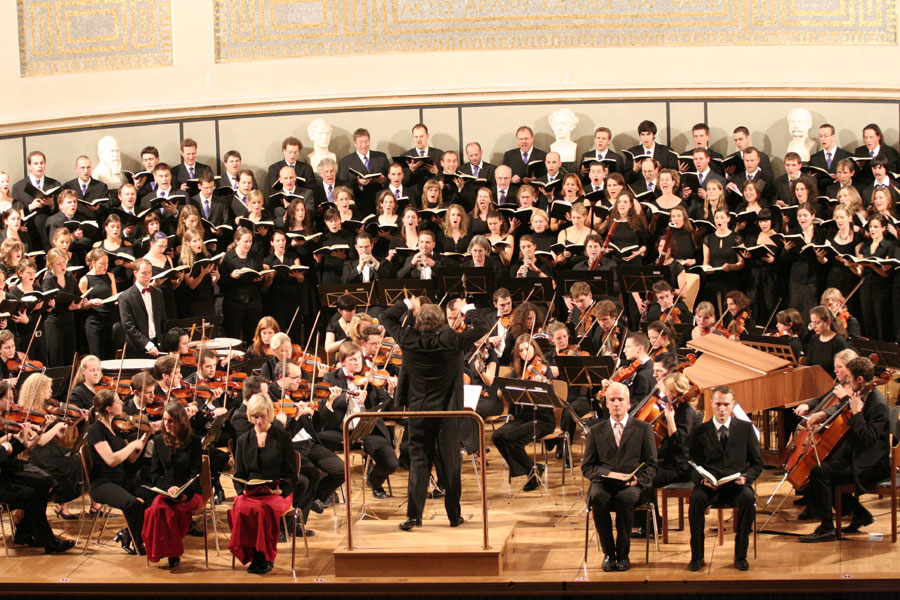
Оркестр із хором виконує твір у формі мелодії

Форма — це складові елементи художнього твору, незалежні від закладеного автором значення чи їхнього тлумачення. Форма охоплює методи виконання твору і його фізичний склад (колір, контур, розмір, носій, мелодія, простір, фактура, світлота). Вона може спиратися на принципи візуального дизайну, такі як розташування елементів, їхній баланс, контраст, акцент, гармонія, пропорція, групування та ритм.
Зміст — це відображені в творі за допомогою знаків елементи дійсності. Знаки можуть як очевидно вказувати на речі чи явища, так і потребувати певного досвіду для їх розуміння. Первинний зміст складають буквальні значення, котрі являють собою впізнавані образи. До вторинного змісту належать значення, що стоять за первинним і розкриваються через алегорію, атрибути, персоніфікацію, символ, метонімію, синекдохію, іронію, пародію. Третинний зміст містить значення, що випливають з контексту — обставин, за яких художній твір був створений, представляється аудиторії чи інтерпретується.

## Класифікація мистецтв

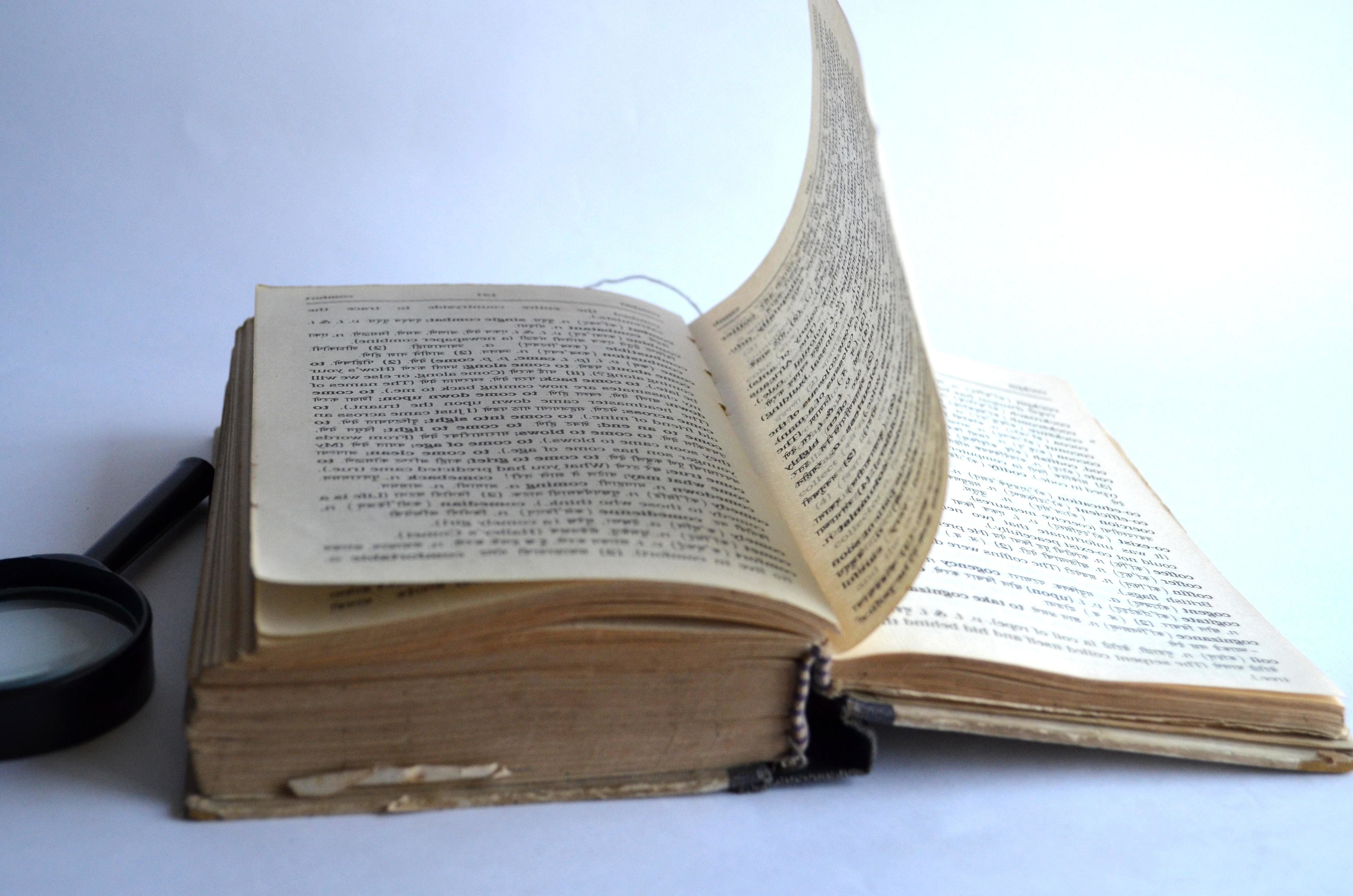
Книга містить літературні мистецькі твори

### Традиційна класифікація
Традиційно види мистецтва поділяються за способом втілення художнього образу (з допомогою яких засобів, матеріалів створюється та передається образ) та за формою чуттєвого сприймання (якими чуттями сприймається художній образ). Традиційний поділ включає такі види:
- література — поезія, драма, історичний переказ тощо, зафіксовані в словах усної чи письмової мови;
- образотворче мистецтво — зображення на площині чи в просторі; його сучасні форми — кінематограф, відео, фотографія;
  - живописне мистецтво — зображення, виконані на площині згідно з законами перспективи, лінії, кольору, світлотіні;
  - графічне мистецтво — зображення, виконані лініями, штрихами на площині, наприклад, гравюра, каліграфія, плакат;
  - пластичне мистецтво — об'ємні зображення, такі як скульптура, барельєф, виконані з матеріалів, яким може надаватися різна форма;
- декоративно-ужиткове мистецтво — ужиткові речі, котрим крім практичної цінності, надається й естетична, наприклад, прикрашені меблі, різьблений, карбований чи художньо емальований посуд, художнє склодувство, мозаїка тощо. Декоративно-ужиткове мистецтво часто національне за своєю природою;
- сценічне мистецтво — створення художнього образу рухом, виглядом, мовою людини, грою на музичних інструментах для публіки: театр, танець, спів;
- музика — організація звуків, передусім музичних інструментів і голосу, відповідно до тієї чи іншої естетики;
- архітектура — формування просторового середовища для життя й діяльності людини. Виділяється суспільна, житлова та виробнича архітектура[3][64].

Цей поділ, утім, не однаково застосовний до всього мистецтва. Так, стародавнє мистецтво було синкретичним — поєднувало різні способи втілення художнього образу та форми чуттєвого сприймання в єдиному дійстві. Сучасне мистецтво повертається до синкретизму, а науково-технічний прогрес зумовив появу мистецтва, створюваного й трансльованого електронними технічними засобами — медіамистецтва.

### За способом втілення художнього образу

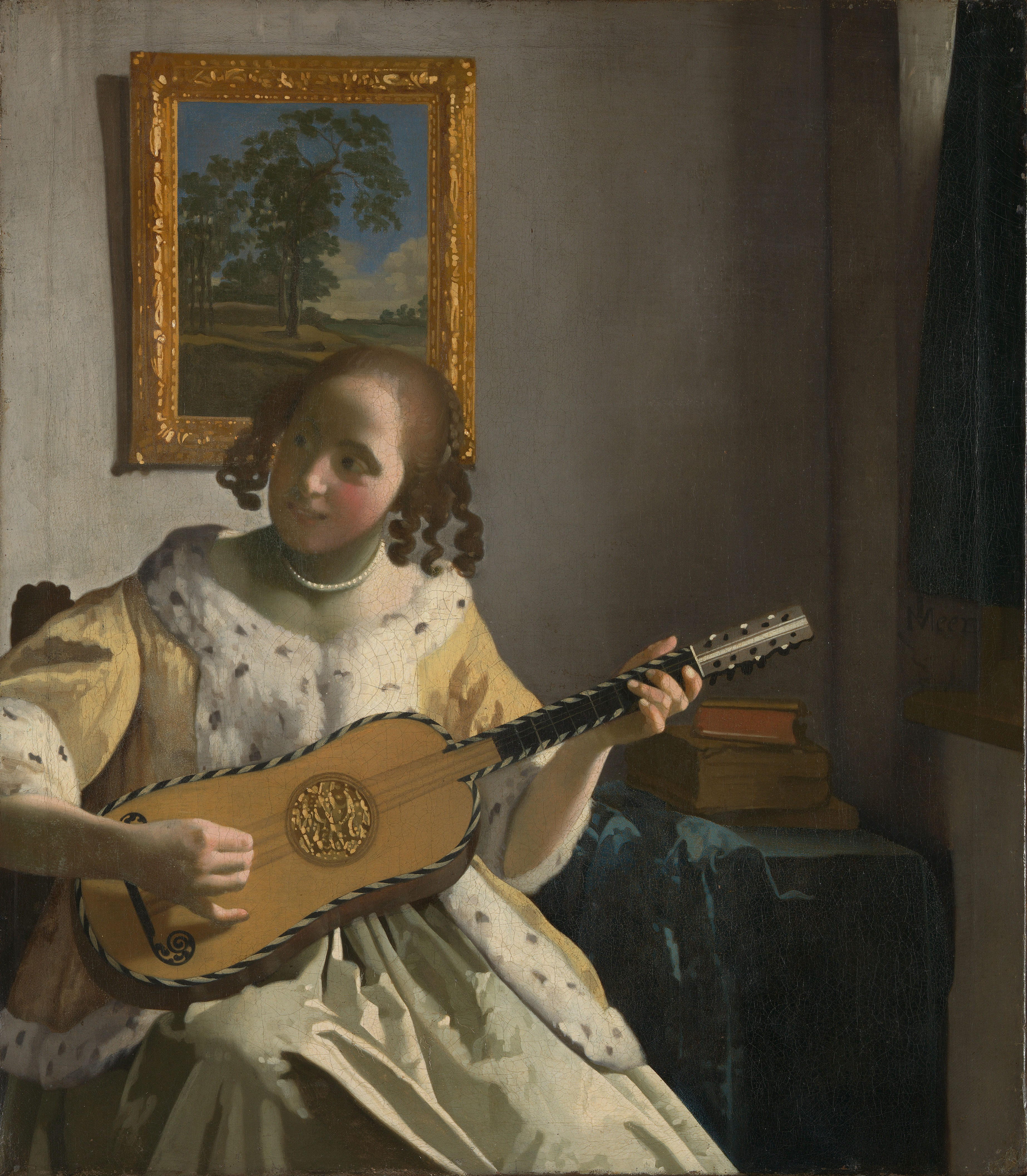
«Гітаристка» Яна Вермера, 1670 р.

За способом втілення художнього образу розрізняють:
- просторові мистецтва — архітектура, скульптура, живопис, графіка, художня фотографія, декоративно-прикладне мистецтво та дизайн.
- часові мистецтва — радіо, музика, література
- просторово-часові — кіномистецтво, театр, танець, циркове мистецтво тощо[65].

### За формою чуттєвого сприймання
За формою чуттєвого сприймання розрізняють
- слухові — музика, радіо
- зорові — архітектура, скульптура, живопис, графіка, художня фотографія
- зорово-слухові — театр, кіно, відеогра[66].

Ця класифікація, втім, не враховує змішані форми сприйняття. Так, з появою писемності й нотної грамоти мистецтво слова й музика набули графічних зображень. Також у мистецтві слів зображення літер набуло самостійного естетичного значення — зокрема мистецтво каліграфії в Східних цивілізаціях. У кожній із цих трьох груп художньо-творча діяльність може послуговуватися знаками:
- іконічного типу, що передбачають подібність образів з чуттєво сприйманою реальністю (живопис, скульптура, графіка; література, акторське мистецтво);
- індексного чи символічного типу, що не допускають впізнавання в образах реальних предметів, явищ, дій, і звернені безпосередньо до асоціативних механізмів сприйняття (архітектурно-прикладні мистецтва, музика й танець, обряд.
- змішаного типу, властивими синтетичним формам творчості (синтезу архітектури або декоративно-прикладного мистецтва з мистецтвами образотворчими; словесно-музичному — пісенному й акторсько-танцювальному — пантомімічному синтезу)[66].

### За використовуваними засобами

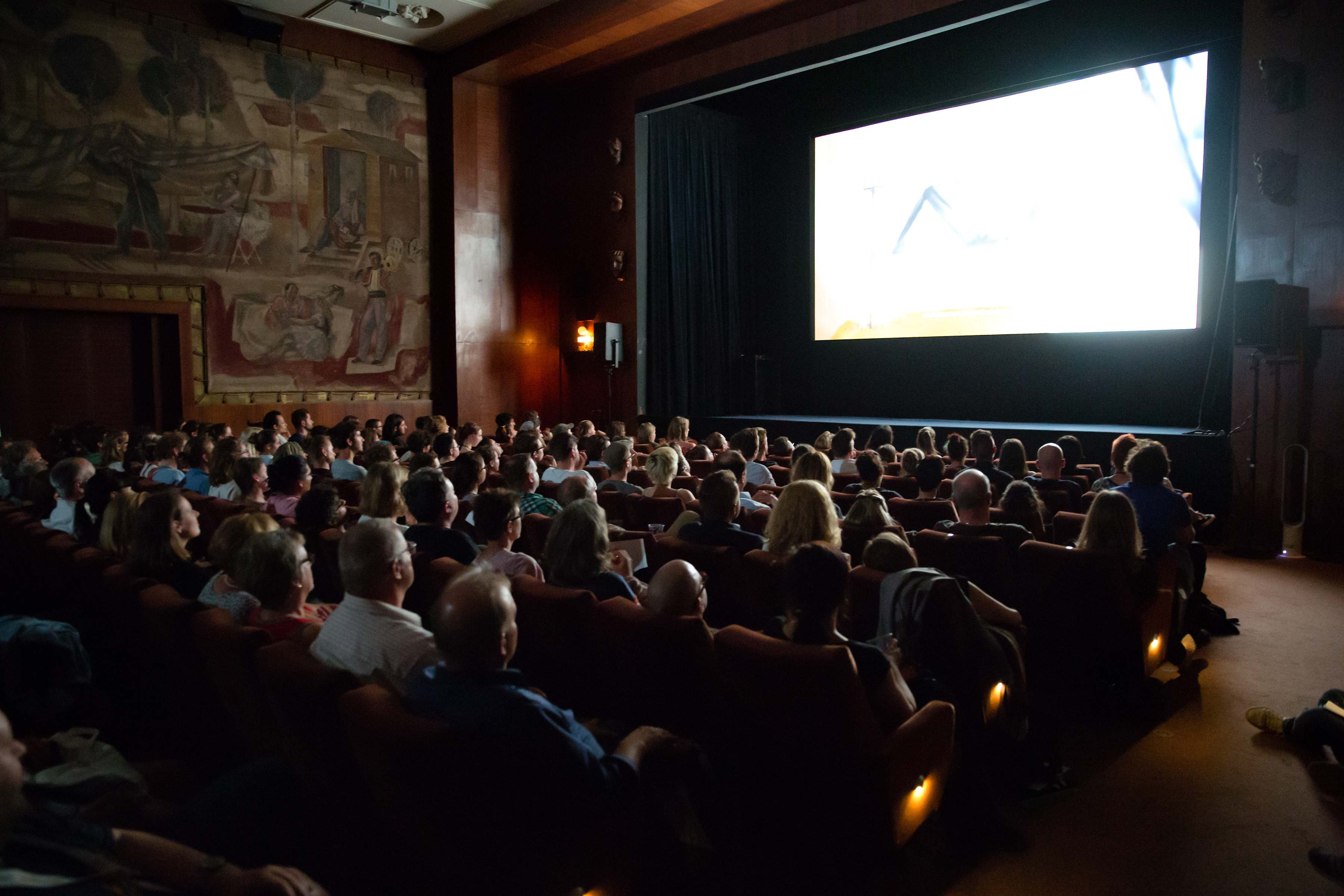
Глядачі в кінотеатрі

Також мистецтва можна класифікувати за використовуваними засобами:
- традиційні матеріали (фарби, полотно, глина, дерево, метал, граніт, мармур, гіпс) та сучасні (хімічні матеріали, продукти серійної індустрії тощо) — архітектура, скульптура, живопис, інсталяція тощо.
- традиційні способи зберігання та відтворення інформації (письмо, малювання, усна чи письмова мова) та сучасні (цифрові носії інформації, відео) — кінематограф, медіамистецтво
- людина-посередник (актор, оповідач тощо) — вистава, перформанс[67][68].

### За жанрами
Історично сформовані особливості форми та змісту мистецьких творів зумовлюють їх поділ за жанрами. Багато жанрів притаманні лише для конкретного виду мистецтва. Так, жанри живописного мистецтва — це історичний, міфологічний, побутовий, анімалістичний, портрет, пейзаж, натюрморт, ню тощо.
Розподіл на жанри не вживається щодо архітектури, декоративного-ужиткового мистецтва та дизайну, бо там розподіл відбувається за призначенням. Жанри змінюються з часом, розвиваються відповідно до завдань мистецтва, набувають іншого змісту, поєднуються. Межі жанрів можуть бути доволі розмитими, що ускладнює класифікацію творів за цим критерієм.

## Мистецтво в українському законодавстві
Закон України про культуру тлумачить поняття мистецтво таким чином: «мистецтво — творча художня діяльність у сферах: літератури, архітектури, скульптури, живопису, графіки, декоративно-вжиткового мистецтва, музики, танцю, театру, кіно та інші види діяльності людини, що подають дійсність у художніх образах».
Закон також оперує пов'язаними поняттями: «культурно-мистецька громадськість», «культурно-мистецька освіта», «культурно-мистецький проєкт», а також розрізняє «мистецьке аматорство» і «професійну творчу діяльність».
У 2020 році було створено Державне агентство України з питань мистецтв та мистецької освіти (Держмистецтв) — центральний орган виконавчої влади, діяльність якого спрямовується і координується Кабінетом Міністрів України через Міністерство культури та інформаційної політики і який реалізує державну політику у сфері мистецтв та спеціалізованої мистецької освіти.